# Kostenbeamter
Als Kostenbeamten bezeichnet man im Kostenrecht Deutschlands einen Beamten des gehobenen oder mittleren Justizdienstes oder einen vergleichbaren Beschäftigten, der für den „rechtzeitigen, richtigen und vollständigen Ansatz der Kosten“ in gerichtlichen Verfahren einschließlich Vollstreckungssachen verantwortlich ist.
Ergänzend zum Gerichtskostengesetz, dem Gesetz über Gerichtskosten in Familiensachen und dem Gerichts- und Notarkostengesetz ist die Erfüllung der ihm in den Geschäftsbereichen der Präsidentinnen/Präsidenten des Bundesgerichtshofs, des Bundesverwaltungsgerichts, des Bundesfinanzhofs, des Bundespatentgerichts und des Bundesamtes für Justiz sowie des Generalbundesanwalts beim Bundesgerichtshof übertragenen Aufgaben in einer Verwaltungsvorschrift des Bundesjustizministeriums, der Kostenverfügung geregelt. Entsprechende Regelungen, die jeweils mit dem Bundesjustizministerium und den Landesjustizverwaltungen abgestimmt werden,  gibt es auf Landesebene.
Die Aufsicht über den Kostenansatz durch den Kostenbeamten führt der Bezirksrevisor (§§ 34 Abs. 2, 35 Nr. 1 KostV).